# 紹姆堡-利珀的夏洛特
紹姆堡-利珀的夏洛特（德語：Charlotte zu Schaumburg-Lippe，1864年10月10日—1946年7月16日），符騰堡王后，威廉二世的第二任妻子。

## 生平
1886年，夏洛特與符騰堡的威廉王儲（即日後的威廉二世）結婚。1891年卡爾一世去世，威廉和夏洛特成為符騰堡國王和王后。
與受民眾歡迎的威廉二世不同，夏洛特並不怎麼受民眾愛戴。夏洛特很少出席公開場合，因此威廉二世經常獨自出現在公眾視野當中。即使如此，夏洛特也有投入公益活動，特別是婦女權利方面。
德國十一月革命爆發後，德國的君主制被廢除。威廉二世於11月30日退位，是德意志帝國最後一個退位的君主，因此夏洛特也是德意志地區的最後一位王后。威廉二世於1921年去世，夏洛特則活過了第二次世界大戰，於1946年去世。